# Валашабад

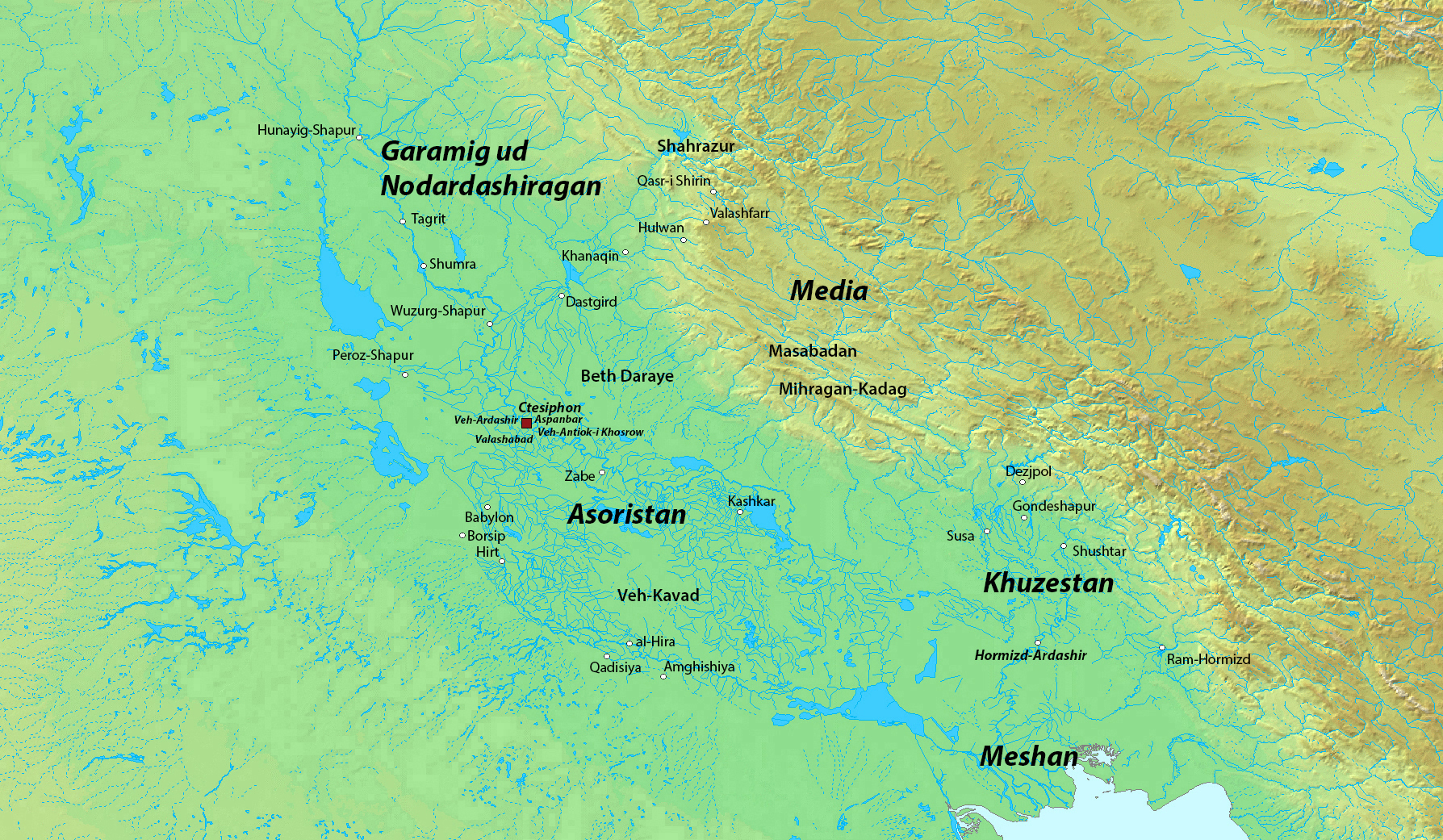
Карта юго-западной части Государства Сасанидов.

Валашабад (также Валашкерт, Валашгерд и Валашкард) — древний город на территории современного Ирака, предместье Ктесифона, столицы Парфянского царства и Сасанидской Империи. Известен в греческих источниках как Вологесокерта, а в арабских как Сабат (ساباط).
Город был основан парфянским царем Вологезом I (правил в 51-78 годах) и был захвачен сасанидской армией в 226 году. В 636 году город был атакован арабами-мусульманами под командованием Халида ибн Урфута. В Валашабаде стояла группа войск, которую сасанидская шахбану Борандухт считала важной частью выживания Сасанидской Империи. Она была уничтожена арабами, к которым присоединился бывший сасанидский генерал Ширзад, оказавший им помощь также и в захвате Вех-Ардашира, другого предместья Ктесифона.